# Kuusikkolamuri
Kuusikkolamuri är en kulle i Finland. Den ligger i Rovaniemi i landskapet Lappland, i den norra delen av landet, 700 km norr om huvudstaden Helsingfors. Toppen på Kuusikkolamuri är 240 meter över havet.
Terrängen runt Kuusikkolamuri är huvudsakligen platt. Runt Kuusikkolamuri är det mycket glesbefolkat, med 2 invånare per kvadratkilometer. Det finns inga samhällen i närheten. 